# Paropsiopsis decandra
Paropsiopsis decandra là một loài thực vật có hoa trong họ Lạc tiên. Loài này được (Baill.) Sleumer mô tả khoa học đầu tiên năm 1970.